# كيسة مريطائية
الكيسَة المُرَيطائِيَّة (بالإنجليزية: Urachal cyst)‏ هيَ الجيب المُتبقية مِن السقاء أثناء التخلق الجنيني، وتكون على شكل كيسة تتواج بين بقايا السرة والمثانة، وتتواجد هذه الكيسة بشكلٍ مُستمر في السرر المثاني حيثُ تُظهر على شكل كتلة خارج الصفاق في المنطقة السُرَّية. تتميز بوجود ألم في البطن وَحمى إن كانت هُناك عدوى، وأيضاً من الممكن أن تتمزق مُسببةً التهاب الصفاق أو من الممكن أن تُفرغ محتواها من خلال السُرَّة. عادةً ما تكون الكيسة المُرَيطائية صامتة سريرياً حتى حدوث عدوى أو سرطانة غدية أو حصاة.

## الأعراض
- ألم بطني سفلي.
- ألم أثناء التبول.
- استمرار التفريغ السري.
- حمى.
- عدوى في الجهاز البولي.
- بول دموي.
- تورم.